# A6 (Luxemburg)
De A6, ook wel Autoroute d'Arlon (Lëtz.: Areler Autobunn) genoemd, is een 20,5 kilometer lange autosnelweg in het zuidwesten van Luxemburg. De route begint bij de Belgische grens waar het van de Belgische A4 afkomt. Vervolgens gaat de route naar het oosten waar het aan de noordwestkant van de stad Luxemburg uitkomt. Als een gedeeltelijke ring gaat de route vervolgens om Luxemburg-stad naar de zuidkant van de stad toe waar het op het knooppunt Croix de Gasperich verder gaat als de A1.
De route heeft in totaal 5 afritten en 2 knooppunten met snelwegen: Croix de Cessange (A4) en Croix de Gasperich (A1/A3).
De A6 vormt in combinatie met de A1 de doorgaande route tussen zuidoost België en de Duitse deelstaat Rijnland-Palts. De E25 maakt van de gehele A6 route gebruik. Bij Luxemburg-stad gaat de E25 vervolgens verder over de A3. De E44 komt aan de westkant van Luxemburg-stad op de A6 en gaat vervolgens verder over de A1.
A1 ·
A3 ·
A4 ·
A6 ·
A7 ·
A13
B-Wegen
B3 ·
B4 ·
B7 ·
B40